# United Nations Support Mission in Libya
Die United Nations Support Mission in Libya (UNSMIL; deutsch Unterstützungsmission der Vereinten Nationen in Libyen) ist eine politische Mission der Vereinten Nationen, die auf der UN-Resolution 2009 vom 16. September 2011 basiert.

## Organisation
Sie untersteht dem Department of Political Affairs und wird von einem Sonderbeauftragten des Generalsekretärs der Vereinten Nationen geleitet. Erste Amtsinhaber war von 2011 bis 2012 der Brite Ian Martin. Am 2. September 2022 wurde der Senegalese Abdoulaye Bathily zum Leiter der Mission ernannt. Hauptsitz der Mission ist Tripolis, weitere Büros befinden sich in Bengasi und Sabha. Ihr Mandat wurde zuletzt am 28. Oktober 2022 durch die UN-Resolution 2656 bis Oktober 2023  verlängert. Im Januar 2013 hatte sie 205 Mitarbeiter. Der aus Simbabwe stammende Diplomat Raisedon Zenenga wurde am 16. Dezember 2020 im Range eines Assistierenden UN-Generalsekretärs Koordinator der Unterstützungsmission.

## UN-Sonderbeauftragte
- Ian Martin  Vereinigtes Königreich 2011 bis 2012
- Tarek Mitri  Libanon 2012 bis 2014
- Bernardino León  Spanien 2014 bis 2015
- Martin Kobler  Deutschland 2015 bis 2017
- Ghassan Salamé  Libanon 2017 bis 2020
- Stephanie Turcu Williams  Vereinigte Staaten 2020 bis 2021 (kommissarisch)
- Ján Kubiš  Slowakei 2021 bis 2022
- Abdoulaye Bathily  Senegal 2022 bis 2024
- Hanna Tetteh  Ghana seit 2025

## Aufgaben
Die Aufgabe der UNSMIL ist, den libyschen Behörden beim Aufbau einer rechtsstaatlichen Verwaltung und eines Verfassungsstaates sowie bei der Organisation von Wahlen zu assistieren. Dabei sollen die Rechte von Frauen und Minderheiten besonders geschützt werden. Sie soll auch die illegale Verbreitung von Waffen, insbesondere bodengestützten Luftabwehrraketen, verhindern, die libyschen Grenzen schützen, bei der Minenräumung assistieren und die Reintegration von Kombattanten in die Gesellschaft fördern.
Seit Januar 2015 beteiligt sich UNSMIL an Verhandlungen der Kriegsparteien in Genf zur Beendigung des zweiten libyschen Bürgerkriegs.